# Ministero dello sviluppo digitale, delle comunicazioni e dei mass media
Il Ministero dello sviluppo digitale, delle comunicazioni e dei mass media della Federazione Russa (in russo Министерство цифрового развития, связи и массовых коммуникаций Российской Федерации?, Ministerstvo cifrovogo razvitija svjazi i massovych kommunikacij Rossijskoj Federacii), noto anche come Mincifry Rossii (in russo Минцифры России?) è un dicastero del governo russo competente in materia di telecomunicazioni, mass media e servizi postali.
L'attuale ministro è Maksut Šadaev, in carica dal 21 gennaio 2020.

## Storia
Il ministero nacque il 28 novembre 1991 nell'ambito della riorganizzazione dei dicasteri dell'Unione Sovietica, venendo designato quale successore del Ministero delle comunicazioni sovietico. Nel 1997 attraverso decreto del Presidente della Federazione Russa Boris Nikolaevič El'cin divenne noto come Comitato di Stato per le comunicazioni e l'informatizzazione o in breve Goskomsvjazi mentre nel 1999 fu trasformato in Comitato di Stato per le telecomunicazioni (Gostelecom), riprendendo a partire dal 12 novembre la denominazione di Ministero delle comunicazioni e dell'informatizzazione.
Fu soppresso nel 2004 ed accorparlo al Ministero dei trasporti e delle comunicazioni, a sua volta poi scorporato in Ministero dei trasporti e in Ministero delle tecnologie dell'informazione e delle comunicazioni, quest'ultimo divenuto legale successore del dicastero soppresso. Nel 2008 assunse la denominazione di Ministero delle telecomunicazioni e dei mass media (Minkomsvjaz') e poi nel 2018 di Ministero dello sviluppo digitale, delle comunicazioni e dei mass media.

## Organizzazione

### Suddivisioni
- Servizio federale per la supervisione delle comunicazioni, della tecnologia dell'informazione e dei mass media (Roskomnadzor)
- Fondazione per lo sviluppo delle tecnologie dell'informazioni (RFRIT)

### Organizzazioni subordinate
- Istituto statale autonomo di ricerca Voschod
- Počta Rossii
- Počta Kryma

## Ministri

### Ministero delle comunicazioni (1991-1997)
- Vladimir Borisovič Bulgak (1991-1997)

### Comitato di Stato per le comunicazioni e l'informatizzazione (1997-1999)
- Aleksandr Evgen'evič Krupnov (1997-1999)

### Comitato di Stato per le telecomunicazioni (1999)
- Aleksandr Anatol'evič Ivanov (1999)
- Leonid Dododžonovič Rejman (1999)

### Ministero delle comunicazioni e dell'informatizzazione (1999-2004)
- Leonid Dododžonovič Rejman (1999-2004)

### Ministero delle tecnologie dell'informazione e delle comunicazioni (2004-2008)
- Leonid Dododžonovič Rejman (2004-2008)

### Ministero delle telecomunicazioni e dei mass media (2008-2018)
- Igor' Olegovič Ščëgolev (2008-2012)
- Nikolaj Anatol'evič Nikiforov (2012-2018)

### Ministero dello sviluppo digitale, delle comunicazioni e dei mass media (dal 2018)
- Konstantin Jur'evič Noskov (2018-2020)
- Maksut Igorevič Šadaev (dal 2020)